# Shannen Doherty
Shannen Maria Doherty (født 12. april 1971, død 13. juli 2024) var en amerikansk skuespiller og tv-instruktør, der var bedst kendt for rollerne som Brenda Walsh i Beverly Hills 90210 og Prue Halliwell i Heksene fra Warren Manor.

## Biografi

### Opvækst
Doherty var datter af Rosa, skønhedssalonejer, og Tom Doherty, pantkonsulent. Doherty havde irsk-katolske aner, men blev opdraget som baptist. Doherty havde en ældre bror Sean. I 1978 flyttede familien til Los Angeles, hvor hun straks meddelte, at hun ønskede at blive skuespiller. 
I et interview i december 2006 til bladet Glamour sagde hun: 
"Da jeg var ni, havde min mor udviklet en ulidelig hovedpine og måtte hospitalsindlægges – hun blev diagnosticeret med en hjerne-aneurisme. Hun kom over det, men erfaringerne var skrækindjagende. Det følgende år fik min far et massivt slagtilfælde. På et enkelt år var jeg tæt på at have mistet begge mine forældre. Jeg følte ikke, at mine klassekammerater kunne relatere til, hvad jeg skulle igennem, så jeg blev ret indelukket".
Succesen startede tidligt med gæstespots på tv-serier, herunder Voyagers! og Father Murphy. Da en castingmeddelelse blev annonceret i Hollywood vedrørende en fast rolle på den populære tv-serie Det Lille Hus på Prærien, slog hun til og vandt som 11-årig rollen som Jenny Wilder, delvis takket skuespiller og filmproducer Michael Landon, der havde set hendes medvirken i Fader Murphy (som Landon også producerede).

### Karriere
Doherty fik rollen som det ældste Witherspoonbarn, Kris, i tv-serien Our House, der kørte fra 1986 til 1988. Hun var efterfølgende med i en episode af Magnum, PI. Dohertys første store filmrolle var i filmen Heathers, der havde premiere i 1989. Hun var i fire år (1990-94) med i den Aaron Spellingproducerede tv-serie Beverly Hills 90210. Hendes afgang fra serien var efter sigende en anelse bitter. Rygter sagde, at Doherty opførte sig som en rigtig primadonna og skændtes med alt og alle, og det fik desværre en effekt på hendes fremtidige karriere, mest på roller til tv-film. Der var dog nogle lyspunkter, især som en af hovedrollerne i Kevin Smiths film Mallrats fra 1995.
I 1998 havde Spelling Doherty en rolle i en anden serie, nemlig rollen som Prue Halliwell, i serien Heksene fra Warren Manor, som den ældste af tre søstre, der opdager, at de er hekse. Doherty kom også til at instruere nogle episoder af serien. Hun forlod denne serie i 2001 efter tre år. Hun bad selv om at bryde sin kontrakt efter et skænderi med medskuespilleren Alyssa Milano. Selv om hun forlod serien længe inden seriens afslutning, ejede hun 5% af rettighederne til serien. Hun var også fast skuespiller på den mislykkede tv-serie North Shore, en tilbagevenden til hende primetime sæbeoperarødder. 
I 2005 fik Doherty en rolle i den nye tv-komedieserie Love Inc., men sprang fra showet få måneder før showets debut. Doherty var på "Oxygen Network" med i sin egen serie, Breaking op med Shannen Doherty. I showet går hun rundt og gør det "beskidte arbejde" for medlemmer af offentligheden, herunder dropper kærester eller fortæller folk, hvad deres venner virkelig mener om dem. 
Doherty var også med i den britiske sitcom Bo! in the USA, et program om hjernebarnet Leigh Francis. I showet, hvor hun spiller sig selv, chikaneres hun af Avid Merrion (Francis), der hævder, at de er kærester. Showet blev sendt i oktober 2006 på den britiske Channel 4, hvor hun var med i flere episoder. Det blev bebudet, at hun ville være med i to tv-projekter i 2007. Den første var forsøgsserien Kiss Me Deadly: A Jacob Keane Assignment på "here!"-nettet, og den næste var højtidsfilmen Christmas Caper for "ABC Family". 
Doherty havde et produktionsfirma, kaldet "No Apologies", hvor hun lavede et tv-drama om sig selv.

### Privat
Doherty blev i 2001 idømt enten 10 dages fængsel eller 20 dages samfundstjeneste, 3 års prøvetid og en bøde på $1500 for spirituskørsel. 
I løbet af tiden på Heksene fra Warren Manor, havde hun et kort forhold til den australskfødte skuespiller Julian McMahon, der spillede den halvmenneskelige dæmon Cole Turner. 
Doherty var en kort tid gift med Ashley Hamilton, søn af George Hamilton. Hun var også gift med Rick Solomon, der er kendt for et lækket sex-videobånd med hans daværende kæreste, Paris Hilton, og for at have været gift med Pamela Anderson.
Hun døde 13. juli 2024 efter flere års sygdomsforløb med kræft.

### Trivia
- Hun var allergisk overfor uld og chokolade.
- Hun deler fødselsdag med skuespilleren Nicholas Brendon.
- Var 1.60 m høj.
- Doherty var en kæmpefan af tv-serien 24 Timer og på 4. sæsonens DVD-sæt, gav hun kommentarer til afsnittet 3:00 PM – 4:00 AM, sammen med episodeforfatteren Evan Katz.
- Boede på en hestefarm i Ventura County i Californien, med 4 heste og 3 hunde.

## Filmografi
| År        | Titel                                          | Rolle                         | Bemærkninger                       |
| --------- | ---------------------------------------------- | ----------------------------- | ---------------------------------- |
| 1981      | Father Murphy                                  | Drusilla                      | Tv-serie                           |
| 1982      | Night Shift                                    | Bluebird                      |                                    |
| 1982      | The Phoenix                                    | Lille pige                    | Tv-serie                           |
| 1982      | The Secret of NIMH                             | Teresa                        | Stemme                             |
| 1982      | Voyagers!                                      | Betty Parris                  | Tv-serie                           |
| 1982-1983 | Det Lille Hus på Prærien                       | Jenny Wilder                  | Tv-serie                           |
| 1983      | Det Lille Hus: Look Back To Yesterday          | Jenny Wilder                  | Tv-serie                           |
| 1983      | Magnum, P.I.                                   | Ima Platt                     | Tv-serie                           |
| 1984      | Airwolf                                        | Phoebe Danner                 | Tv-serie                           |
| 1984      | Det Lille Hus: Bless All The Dear Children     | Jenny Wilder                  | Tv-serie                           |
| 1984      | Det Lille Hus: The Last Farewell               | Jenny Wilder                  | Tv-serie                           |
| 1985      | Girls Just Want To Have Fun                    | Maggie Malene                 |                                    |
| 1985      | Highway to Heaven                              | Shelley Fowler                | Tv-serie                           |
| 1985      | Robert Kennedy & His Times                     | Kathleen Kennedy              | Miniserie                          |
| 1985      | The Other Lover                                | Alson Fielding                | Tv-film                            |
| 1986      | Out Laws                                       | Ung pige                      |                                    |
| 1986-1988 | Our House                                      | Kris Witherspoon              | Tv-serie                           |
| 1989      | 21 Jump Street                                 | Janine                        | Tv-serie                           |
| 1989      | Heathers                                       | Heather Duke                  |                                    |
| 1990      | Life Goes On                                   | Ginny Green                   | Tv-serie                           |
| 1990-1994 | Beverly Hills, 90210                           | Brenda Walsh                  | Tv-serie                           |
| 1991      | Forever Young                                  | Festpige                      | Tv-serie                           |
| 1992      | Freeze Frame                                   | Lindsay Scott                 | Tv-film                            |
| 1992      | Obsessed                                       | Lorie Brindel                 | Tv-film                            |
| 1992      | The Secret Of Lost Creek                       | Jennie Fogel                  | Tv-serie                           |
| 1993      | Saturday Night Live                            | Vært                          |                                    |
| 1994      | A Burning Passion: The Margaret Mitchell Story | Margaret                      | Tv-film                            |
| 1994      | Jailbreakers                                   | Angel Norton                  | Tv-film                            |
| 1994      | Almost Dead                                    | Doktor Katherine Roshak       |                                    |
| 1994      | Blindfold: Acts Of Obsession                   | Madeleine Dalton              | Tv-film                            |
| 1995      | Mallrats                                       | Rene Mosier                   |                                    |
| 1996      | Gone In The Night                              | Cindi Dowaliby                | Tv-film                            |
| 1997      | Friends 'Til The End                           | Heather Romley                | Tv-film                            |
| 1997      | Sleeping with the Devil                        | Rebecca Dubrovich             | Tv-film                            |
| 1997      | The Ticket                                     | CeeCee Reicker                | Tv-film                            |
| 1997      | Nowhere                                        | Valley Chick #2               |                                    |
| 1998-2001 | Heksene fra Warren Manor                       | Prue Halliwell                | Tv-serie                           |
| 1999      | Striking Poses                                 | Gage Sullivan                 |                                    |
| 2000      | Satan's School For Girls                       | Beth Hammersmith Karen Oxford | Tv-film                            |
| 2001      | Jay and Silent Bob Strike Back                 | Sig selv                      |                                    |
| 2001      | Another Day                                    | Kate                          | Tv-film                            |
| 2001      | Gary & Mike                                    | Breeze                        | Stemme                             |
| 2002      | Hell on Heels: The Battle Of Mary Kay          | Lexi Wilcox                   | Tv-film                            |
| 2003      | Nightlight                                     | Celeste                       | Tv-film                            |
| 2003-2004 | Scare Tactics                                  | Vært                          | Tv-serie                           |
| 2004      | Glitterati                                     | Jamie Fields                  |                                    |
| 2005      | Category 7: The End of the World               | Faith Clavell                 | Tv-film                            |
| 2005      | Love, inc.                                     | Denise Johnson                | Prøve-serie                        |
| 2005      | North Shore                                    | Alexandra Hudson              | Tv-show                            |
| 2006      | Bo In The USA                                  | Sig selv                      | Channel 4 komedieshow              |
| 2006      | Breaking Up with Shannen Doherty               | Vært                          | Eget tv-show                       |
| 2006      | The View                                       | Medvært                       | 31. juli & 1. august ABC talk-show |
| 2007      | Christmas Caper                                | Kate Dove                     | ABC Family tv-film                 |
| 2008      | Kiss Me Deadly                                 | Marta                         | ABC Family tv-film                 |
| 2008      | High Chaparall                                 | Sig selv                      |                                    |
| 2008      | 90210                                          | Brenda Walsh                  |                                    |

### Nomineringer
Saturn Award:
- 1999: Nomineret: "Best Genre TV Actress" for: Heksene fra Warren Manor
- 2000: Nomineret: "Best Genre TV Actress" for: Heksene fra Warren Manor

TV Land Awards:
- 2007: Nomineret: "Break Up That Was So Bad It Was Good" for: Beverly Hills, 90210 – Delt med Luke Perry

Young Artist Awards:
- 1983: Nomineret: "Best Young Actress, Guest on a Series" for: Father Murphy 
 Nomineret: "Best Young Actress in a Drama Series" for: Det Lille Hus på Prærien
- 1984: Nomineret: "Best Young Actress in a Drama Series" for: Det Lille Hus på Prærien
- 1985: Nomineret: "Best Young Actress – Guest in a Television Series" for: Airwolf
- 1987: Nomineret: "Exceptional Performance By a Young Actress in a New Television, Comedy or Drama Series" for: Our House
- 1988: Nomineret: "Best Young Actress Starring in a Television Drama Series" for: Our House
- 1991: Nomineret: "Best Young Actress Starring in a New Television Series" for: Beverly Hills, 90210
- 1992: Nomineret: "Best Young Actress Starring in a Television Series" for: Beverly Hills, 90210